# 議員年金
議員年金（ぎいんねんきん）は、日本においてかつて存在した衆議院議員・参議院議員互助年金や地方議会議員の年金を指す。

## 歴史

### 成立の経緯
年金関連法の成立は、厚生年金保険法が1954年（昭和29年）で一番早く、国会議員互助年金法と国家公務員共済組合法が1958年（昭和33年）で2番目に早く、次いで国民年金法が1959年（昭和34年）で、地方公務員等共済組合法が1964年（昭和39年）と一番遅い。国会議員互助年金法は、公務員年金がまだ恩給制度の際に成立しているので、法の内容も給付の仕組、そして給付の原資も恩給制度と同等になっていた。これは、恩給制度は基本的に掛け金なしでも給付が受けられる制度である。
また市議、県議を各12年歴任後、国会議員10年在職した場合、基礎年金、2つの共済年金、国会議員年金を併給できた。互助会制度で公的年金ではないため、別に公的年金（国民年金など）に加入しなければならないものであった。

### 議員年金廃止の影響
2020年10月10日放送分の『特盛!よしもと 今田・八光のおしゃべりジャングル』で辛坊治郎は「冗談じゃないのは、元国会議員で、生活保護で暮らしている方が結構いるんです」と語り、議員年金が廃止になり国民年金になり「国会議員に落ちたあと、（選挙に）お金を使ったから、借金取りしかこない。だから生活保護」と生活が逼迫しているとした。杉村太蔵も辛坊の言葉を補足するように「自己破産する方結構います。やっぱり現実は厳しいです」と他の元国会議員の苦しい台所事情を明かした。

### 復活の議論
議員のなり手不足の解消を図るため、2020年（令和2年）12月に自民党では国会議員互助年金と地方議員年金の復活に向けた検討に入った。しかし世論の反発が大きく、2022年現在実現はしていない。

## 国会議員互助年金
衆議院議員・参議院議員（以下国会議員）の年金は1961年の第38回国会で自由民主党、日本社会党、民主社会党による議員提出法律案として提出されたもので、同年5月に成立し「国会議員互助年金法」で定められていた。2006年（平成18年）4月1日をもって第3次小泉改造内閣によって廃止されることが決定した。新規加入はこの日で終了された（この日以降に初当選した人は国民年金のみ）ものの、すでに国会議員によって支払われた掛け金に関しては、減額をして年金を支給することを盛り込んでいるため、廃止後時点で在職10年を越えていた国会議員の受給が無くなるのはしばらく先の事とされる。その第1条に「互助の精神に則り、国会議員の退職により受ける年金等に関して、国会法第36条の規定に基き定めるものとする」とあった。
国会法36条 「議員は、別に定めるところにより、退職金を受けることができる」
議員年金の掛金の扱いは国の一般会計であり、年金給付は総務省の「恩給費」から支出される。
- 受給資格：在職10年
- 在職時掛金：年間126万6000円。
- 受給額：最低でも年412万円（在職年数10年）。在職1年増える毎に年額8万2400円増えた。在職56年だと年額約742万円になった。
- 備考：国会議員互助年金は約70%が公費からの支出となっていた（2006年改正をもって自己負担はゼロ、公費負担100%となった）。
- その他：受給資格が得られない場合、在職3年以上であれば掛け金の8割が戻った。

2012年時点で受給資格を持つ議員は144名。

## 憲政功労年金
50年以上国会議員として在職して名誉議員の資格があり、議決を受けた者に年金が支給されたもので、2003年（平成15年）に制度は廃止された。1954年（昭和29年）に制定された憲政功労年金法による。当初は年額100万円支給され、1987年（昭和62年）に年額500万円に改定された。過去に受給したのは尾崎行雄、三木武夫など。

## 地方議会議員年金
1961年（昭和36年）7月に地方議会議員互助年金法に基づく任意加入の互助年金制度として発足し、1962年（昭和37年）12月に地方公務員共済組合法に基づく強制加入の年金制度に移行された。地方議会議員の年金は、「地方公務員等共済組合法 第11章地方議会議員の年金制度」で定められていた。
- 受給資格：在職12年
- 掛金：都道府県議会は月額報酬の13%、市町村議会議員は月額報酬の16%、期末手当にも一定の掛金
- 受給額：年額平均約95万円（都道府県議会議員約195万円、市議会議員103万円、町村議会議員68万円、いずれも2007年度平均）
- その他：年金の運営にあっては、都道府県及び市町村より約40%の公費が支出されていた。

平成の大合併で地方自治体の数が減り、また、地方自治体の行財政改革で議員定数が削減されていったこともあり、掛金を払う現役議員の総数は減ったが支給される元議員が増えたため、共済会の財政は逼迫した。市議と町村議が加入する共済会は2008年（平成20年）度にも積立金が枯渇するのではという懸念が報道されたりもした。
2003年（平成15年）4月に議員共済会の財政状況が赤字のため、掛金率増、特別掛金率増、公費負担率増、給付削減等の制度改正が実施された。
2006年（平成18年）6月に「地方公務員等共済組合法の一部を改正する法律（平成18年法律第63号）」が成立、2007年（平成19年）4月1日施行となり、年金減額となったが、これを避けるために3月に“駆け込み辞職”する地方議員が現われ、各地で問題となった。また議員年金への掛金や公費負担は強制であるが、これに反発する動きもあった。
2008年（平成20年）12月には2012年（平成24年）度にも破綻するとの試算がまとめられ、これを受け2009年（平成21年）春には総務省内に有識者会議「議員年金制度検討会」が設置され、同年11月2日に議員年金制度そのものの廃止案を諮問。2010年（平成22年）12月3日に総務省が全国都道府県議長会など3つの議会議長会会長に2011年（平成23年）6月1日をもって制度を廃止する案を提示した。有識者会議は廃止案のほかに存続案も2つ提示していた。同年3月11日に地方議会議員年金を廃止する改正地方公務員等共済組合法案が閣議決定され、5月20日に参院本会議で可決、成立した。これにより2011年（平成23年）6月1日で年金制度は廃止となった。既に退職した議員には高額所得者については減額する措置を取りながら引き続き年金を支給。現職議員には掛け金の80%を一時金として支払い、現職でも在職12年以上で年金受給資格がある場合は引き続き掛け金を払って退職後に年金を受け取ることもできる。完全廃止までの既存支給者への給付のために各地方自治体からの公費負担があてられることとなっている。
なお、首長は議員ではなく常勤職員であるため（内閣総理大臣と異なり、議員である必要はない）、一般地方公務員と同様、共済組合に加入している。